# Reck Filmproduktion
Die RECK Filmproduktion ist eine im Jahr 2000 von Franziska Reck gegründete Filmproduktionsgesellschaft. Die Firma entwickelt und produziert hauptsächlich Dokumentar- und Experimentalfilmen für Kino und Fernsehen.

## Produktionen
- 2000: Transito von Nino Jacusso
- 2000: Virus - L von Gitta Gsell
- 2003: Dieter Roth von Edith Jud
- 2004: Namibia Crossings von Peter Liechti
- 2005: Irène Schweizer von Gitta Gsell
- 2005: Terra incognita von Peter Volkart
- 2006: Zwischen den Welten von Yusuf Yesilöz
- 2007: Sweeping Addis von Corinne Kuenzli
- 2007: Rajas Reise von Karl Saurer
- 2008: Federica de Cesco von Nino Jacusso
- 2008: Monsieur Sélavy von Peter Volkart
- 2008: Musikliebe von Yusuf Yesilöz
- 2009: Isa Hesse-Rabinovitch von Anka Schmid
- 2010: Bödälä – Dance The Rhythm von Gitta Gsell
- 2011: Mit dem Bauch durch die Wand von Anka Schmid
- 2011: Sira – Wenn der Halbmond spricht von Sandra Gysi, Ahmed Abdel Mohsen
- 2012: Ahimsa von Karl Saurer
- 2012: Weihnachten in Mulhapar von Paolo Poloni
- 2012: Zimmer 606 von Peter Volkart
- 2012: Eigentlich wollten wir zurückkehren von Yusuf Yesilöz
- 2013: Césars Grill von Dario Aguirre
- 2014: Shana – The Wolf’s Music von Nino Jacusso
- 2014: Millions Can Walk von Christoph Schaub, Kamal Musale
- 2014: Mulhapar von Paolo Poloni
- 2015: Subotika. Land of Wonders von Peter Volkart
- 2015: Wild Women - Gentle Beasts von Anka Schmid
- 2017: Haarig von Anka Schmid
- 2018: Subito – Das Sofortbild von Peter Volkart
- 2018: Fair Traders von Nino Jacusso
- 2018: Im Land meiner Kinder von Dario Aguirre
- 2020: Not Me – A Journey with Not Vital von Pascal Hofmann
- 2021: MAHATAH - Side Stories from Main Stations von Sandra Gysi
- 2021: Wie die Kunst auf den Hund und die Katze kam von Anka Schmid